# Physcia erumpens
Physcia erumpens är en lavart som beskrevs av Roland Moberg. Physcia erumpens ingår i släktet Physcia och familjen Physciaceae.   Inga underarter finns listade i Catalogue of Life.